# سيباستيان ماثيوز
سيباستيان ماثيوز (بالإنجليزية: Sebastian Matthews)‏ هو شاعر أمريكي، ولد في 25 أغسطس 1965.